# Phönix D.I
Il Phönix D.I, designazione aziendale Type 8, fu un caccia monoposto biplano sviluppato dall'azienda austro-ungarica Phönix Flugzeugwerke AG negli anni dieci del XX secolo.
Derivato dal tedesco imperiale Hansa-Brandenburg D.I, prodotto su licenza dalla Phönix, fu il primo modello progettato dall'azienda austro-ungarica ed entrò in servizio nei reparti della k.u.k. Luftfahrtruppen, l'aeronautica militare imperiale, già nelle prime fasi della prima guerra mondiale ma ben presto affiancato da modelli più efficienti.

## Storia del progetto
Durante le prime fasi della prima guerra mondiale, l'industria meccanica progredì velocemente nello sviluppo della componentistica sottoposta alle autorità militari tedesco imperiali. Non così veloce fu invece nell'alleato austro-ungarico, che preferì affidarsi alla produzione su licenza invece di sviluppare modelli di progettazione nazionale. Tuttavia alcune aziende, avendo acquisito sufficiente esperienza, decisero di sviluppare qualche modello derivato che introduceva differenze strutturali tali da essere considerati nuovi modelli.
Nel frattempo, all'inizio del 1917, i vertici della k.u.k. Luftfahrtruppen espressero l'esigenza di aumentare la propria flotta aerea stipulando un contratto "aperto" per la fornitura di nuovi velivoli con le aziende aeronautiche nazionali. In quest'ambito, all'interno di un più vasto contratto di 264 nuovi velivoli, venne sottoscritto un ordine alla Phönix Flugzeugwerke per 120 esemplari del modello D.I, designazione adottata per identificare i modelli monoposto da caccia, previa valutazione delle caratteristiche del prototipo da parte di apposita commissione.
La Phönix, che aveva ottenuto dalla Hansa und Brandenburgischen Flugzeugwerke l'autorizzazione a produrre su licenza il caccia Hansa-Brandenburg D.I, ritenne di poter migliorare le caratteristiche generali di quel modello adattando alla cellula 28.50 una nuova motorizzazione in grado di erogare una potenza superiore, sostituendo l'originario Austro-Daimler da 185 PS (136 kW) con lo Hiero 6 da 200 PS (147 kW), ed abbandonando la caratteristica soluzione a montanti incrociati per il collegamento delle ali. L'adozione del nuovo motore necessitò di poche modifiche, soprattutto orientate all'irrobustimento della cellula, ed i due prototipi, identificati con il numero di serie 20.15 e 20.16, che ne derivarono conservavano quindi sostanzialmente lo stesso aspetto del predecessore se non per alcune misure d'ingombro date dalla diversa motorizzazione e per l'adozione di montanti alari convenzionali.
Portato in volo per la prima volta nell'agosto 1917, dopo averne valutato le prestazioni lo si giudicò idoneo al servizio e le autorità militari ne autorizzarono la produzione in serie emettendo un ordine di fornitura per altri 119 esemplari. La produzione venne identificata in tre distinte serie, pur identiche tra loro, in base all'azienda costruttrice del motore, la Hiero, la Österreichische Fiat Werken- & Maschinenbau AG (Fi) e la Breitfeld-Daněk & Co. (Bd): la serie 128 (cellule da 128.01 a 128.31) equipaggiata con motore Hiero, la serie 228 (228.01-228.55) motorizzata Hiero(Fi) e la serie 328 (328.01-328.34) motorizzata Hiero(Bd) tutti da 200 PS nominali. Ad una valutazione comparativa con i modelli allora in servizio il Phönix D.I si rivelò superiore all'Albatros (Oef) D.III, in velocità massima ed in velocità variometrica, che dell'Aviatik (Berg) D.I nelle complessive caratteristiche di volo.
Il Phönix D.I cominciò ad essere consegnati dall'ottobre dello stesso anno ma alcune carenze tecnico organizzative compromisero sensibilmente le consegne ai reparti. Al novembre 1917 giacevano in deposito 50 nuovi esemplari di D.I ancora sprovvisti di armamento perché in attesa di ricevere il sistema di sincronizzazione Zaparka e solo l'intervento diretto del comandante in capo delle k.u.k. Luftfahrtruppen, l'oberst Emil Uzelac, sbloccò la situazione ordinando di inviare immediatamente i velivoli al fronte dove i tecnici avrebbero potuto installare loro stessi l'armamento previsto.
Una volta in servizio le prestazioni offerte, benché complessivamente migliorate, furono ben presto superate dai velivoli avversari. Per cercare di conservare un'adeguata capacità al combattimento, l'ufficio tecnico dell'azienda cominciò quindi un ulteriore sviluppo che porterà alla realizzazione dei successivi Phönix D.II, D.III e D.IV

## Tecnica
Il Phönix D.I conservava l'aspetto per l'epoca convenzionale del modello capostipite della serie, il Hansa-Brandenburg D.I: biplano, monomotore monoposto con carrello fisso.
La fusoliera di sezione rettangolare raccordata dorsalmente e realizzata con struttura in legno ricoperta da pannelli in compensato, era caratterizzata dal singolo abitacolo aperto destinato al pilota  protetto da un parabrezza. Posteriormente terminava in un impennaggio classico monoderiva con elemento verticale di forma ovoidale allungata e dotato di lunghi piani orizzontali controventati a pianta triangolare che terminavano in due distinti equilibratori.
La configurazione alare era biplana, con ala superiore dalla maggiore superficie ed apertura dell'inferiore, quest'ultima leggermente spostata verso coda, collegate tra loro da una coppia di montanti per lato integrati da tiranti in cavetto d'acciaio.
Il carrello d'atterraggio era fisso, molto semplice, montato su una struttura tubolare al di sotto della fusoliera, dotato di ruote di grande diametro collegate da un asse rigido ed integrato posteriormente con un pattino d'appoggio.
La propulsione era affidata ad un motore Hiero 6, un sei cilindri in linea raffreddato a liquido capace di erogare una potenza pari a 200 PS (147 kW), posizionato all'apice anteriore direttamente integrato nella struttura fusoliera ed abbinato ad un'elica bipala in legno a passo fisso. L'impianto di raffreddamento prevedeva l'installazione del radiatore appoggiato sulla parte centrale dell'ala superiore.
L'armamento consisteva in una coppia di mitragliatrici Schwarzlose M.16 calibro 8 mm posta davanti all'abitacolo che, sincronizzata, consentiva di sparare senza conseguenze attraverso il disco dell'elica.

## Impiego operativo
I Phönix D.I destinati alle k.u.k. Luftfahrtruppen arrivati al fronte dal dicembre 1917 vennero impiegati nel ruolo di caccia dalle Fliegerkompanie: Flik 14, Flik 30, Flik 60J (basate a Grigno e Feltre), Flik 61J (basate a Ghirano e Motta di Livenza) e Flik 63J (basate a Istrago (Spilimbergo), Motta di Livenza e Portobuffolé), e nel ruolo di caccia di scorta nelle missioni di bombardamento dalle Flik 4, 15, Flik 17, Flik 48 a Pergine Valsugana, Flik 54/D e Flik 66. Al gennaio 1918 risultano inoltre in carico alla sesta armata di stanza a Casarsa, Motta di Livenza e Pianzano, precisamente alle Flik 42J, alle Flik 37 (poi Flik D e Flik P trasferite a San Lorenzo Isontino) e dall'aprile 1918 alle Flik 43J basate a San Lorenzo Isontino.
Nel corso del conflitto alcuni esemplari vennero destinati a missioni di ricognizione aerea (Flik 16 nel 1918), equipaggiati con apparecchiature fotografiche e un più potente motore Hiero da 230 PS.
I Phönix D.I vennero inoltre impiegati dalla k.u.k. Seeflieger, i reparti aerei della k.u.k. Kriegsmarine (la marina militare austro-ungarica), nel compito di caccia da difesa aerea nelle stazioni navali affacciate al Mare Adriatico. Risultano presenti nel 1917 al campo di volo di Alturafeld di Lisignano (Pola), affiancando e sostituendo i precedenti ed oramai obsoleti Fokker E.III, a Valbandon e successivamente in forza all'Abwehrstaffel Pola.
Al 15 ottobre 1918 erano in linea i seguenti esemplari: 3 nella Flik 12Rb (compresi i Phönix D.II), 2 nella Flik 37P di San Lorenzo Isontino, 2 nella Flik 46P, 1 nella Flik 40P e 8 nella Flik 39P di San Pietro in Campo dell'Aeroporto di Belluno.
Con questo caccia Frank Linke-Crawford ottiene 7 vittorie dal 10 gennaio 1918 all'11 marzo successivo, Kurt Gruber (aviatore) 6 vittorie dal 10 gennaio al 4 aprile, Friedrich Lang 3 vittorie dal 19 maggio al 12 agosto, Karl Teichmann 2 vittorie il 3 febbraio ed il 22 agosto, Roman Schmidt 2 vittorie il 12 ed il 23 luglio e Karl Urban (aviatore) 1 vittoria il 19 maggio.
Al termine della prima guerra mondiale, in ottemperanza a quanto imposto dal Trattato di Versailles del 1919, la quasi totalità dei velivoli in dotazione all'aviazione militare austro-ungarica venne distrutta o ceduta come risarcimento alle nazioni vincitrici. Non risulta alcun Phönix D.I sopravvissuto.

## Utilizzatori
Austria-Ungheria
- k.u.k. Luftfahrtruppen
- k.u.k. Kriegsmarine